# Can Martí Gaza
Can Martí Gaza és una obra neoclàssica d'Alella (Maresme) protegida com a Bé Cultural d'Interès Local.

## Descripció
Edifici civil de planta rectangular formada per planta baixa, pis i terrat.
La façana presenta quatre grans pilastres adossades que recorren el mur de la planta baixa i el pis i que flanquegen l'entrada. Totes tenen el fust estriat i el capitell d'estil corinti. Sobre les finestres laterals hi ha trencaaigües i damunt la cornisa una balustrada de caràcter clàssic.
La cornisa desapareix a la part posterior de l'edifici, així com se suprimeix l'organització seguida a les altres façanes degut a la proximitat amb un altre edifici.